# Velizar Dimitrov
Velizar Dimitrov (Pernik, 13 de abril de 1979) é um ex-futebolista profissional búlgaro que atuava como meia-atacante.

## Carreira
Velizar Dimitrov integrou a Seleção Búlgara de Futebol na Eurocopa de 2004.